# لما ضحكت موناليزا
لما ضحكت موناليزا فيلم رومانسي أردني في عام 2012 من إخراج فادي حداد، إنتاج نادية عليوات ونادين طوقان وبطولة تهاني سالم وشادي خلف مع هيفاء الآغا، نادرة عمران، فؤاد  الشوملي وحيدر كفوف وسهى نجار.  تدور أحداث الفيلم في عمان، الأردن، والفيلم متاح الآن على الإنترنت وعلى منصات رقمية.  يتحدث الفيلم عن شابة أردنية تدعى موناليزا، لا ترى أي سبب للابتسام، تحصل على وظيفة كفتاة مكتب وتقع في حب حمدي المبتهج وهو مهاجر مصري وهو «رجل الكافيتيريا» في المكتب.حمدي، وهو الشخص الوحيد القادر على جعل موناليزا تبتسم، يظهر موناليزا للعالم من منظور جديد ومختلف بشكل مذهل.

## الحبكة
لما ضحكت موناليزا، هو فيلم كوميدي رومانسي تدور أحداثه في عمان، الأردن ويحكي قصة موناليزا (تهاني سالم) التي سميت على اسم بطاقة بريدية من «ليوناردو دافنشي» الموناليزا.  على عكس القصة المثيرة وراء اسمها، عاشت موناليزا نشأة غير سارَّة، مما جعلها نمَّى وزاد موقفها المعادي للمجتمع والأهم من ذلك عدم قدرتها الشديدة على رسم الابتسامة.  الآن، تبلغ من العمر 37 عامًا، وبعد 17 عامًا من انتظار دورها في قائمة الانتظار الطويلة للمتقدمين، حصلت موناليزا أخيرًا على وظيفة حكومية في مديرية الأرشفة وتتخذ قرارًا بأن الوقت قد حان لخروجها إلى العالم.  وهذا يجعل عفاف (هيفاء الأغا)، أختها الأكبر سناً العزباء، والتي تعاني من رهاب الأماكن المكشوفة والتي تريد إبقاء موناليزا إلى جانبها، كانت غير سعيدة على الإطلاق.  في الوقت نفسه، تحاول جارتهم، ردينة (سهى نجار)، تزويج موناليزا لأخيها الأكبر البائس سهيل (حيدر كفوف).في المكتب تلتقي موناليزا مع نايفة (نادرة عمران)، امرأة متسلطة، متحيزة، بغيضة، تستمر في مضايقة كل من حولها وخاصة حمدي (شادي خلف)، رجل الكافتيريا المصري، الذي يحاول تهدئتها بقهوته والنكات. موناليزا التي تعيش في مكعب ثلج عاطفي لفترة طويلة، تنفتح تدريجيًّا على سحر حمدي وتدخله شيئًا فشيئًا في عالمها المغلق ويبدأ في تعلم متعة العيش. 
عندما تمكن حمدي أخيرًا من رسم ابتسامة على وجه موناليزا، بدأت الأمور تتعقد؛  تنتهي صلاحية تصريح عمل حمدي وسيصبح قريبًا «غير قانوني».  من جانب آخر، تأتي خدعة موناليزا بنتائج عكسية وفجأة يعتقد الجميع في الحي أنها مخطوبة رسميًا لسهيل.  نظرًا لكونها تفتقر إلى الخبرة الاجتماعية، ولا تريد خسارة المعركة مع عفاف، فإن موناليزا لا تعرف ماذا تفعل حيال ذلك ولا تخبر حمدي عنها. حتى يوم واحد، بعد شجار كبير مع نايفة في المكتب، قرَّر حمدي بشكل متهور الحضور إلى حي موناليزا لمقابلة أختها واقتراحها، عرِف حمدي أن موناليزا مخطوبة بالفعل للبقّال، سهيل.  بعد أن شعر حمدي بالصدمة والخيانة، قرر العودة إلى مصر على الفور، وتعتقد موناليزا أنها قد فقدته إلى الأبد. ولكن عندما أدركت رُدينة حسرة القلب، شجعت موناليزا على الركض وراءه والعمل على حل الأمور. 
تتداخل قصة موناليزا مع مجموعة من الشخصيات الأخرى التي تحيط بها؛ قصة شقيقتها عفاف وما جعلها تعاني من الخوف من الأماكن المكشوفة، وقصة ردينة التي ما زالت تنتظر زوجها الذي اختفى في العراق منذ عدة سنوات، وقصة نايفة في المكتب ومرارتها التي لا تغتفر.

## الشخصيات والممثلين
- تهاني سالم، بشخصية موناليزا
- شادي خلف، بشخصية حمدي
- هيفاء الآغا، بشخصية عفاف
- نادرة عمران، بشخصية نايفة
- سهى النجار،بشخصية رُدينة
- فؤاد الشوملي، بشخصية أبو سارة
- هدير كفوف، بشخصية سهيل
- فادي عريضة، بشخصية عصفور
- نبيل كوني، بشخصية موريشيوس
- إبراهيم عباس، بشخصية حسن

## الإنتاج
تم إنتاج الفيلم بدعم من الهيئة الملكية للأفلام في الأردن / برنامج الأفلام التعليمية، وفندق «لاندمارك» عمان، و«ألترا واتر»، والخطوط الجوية الملكية الأردنية، ومجلس السياحة الأردني، ومعهد "SAE" في الأردن، وغيرها.  تم تصوير الفيلم في آب 2011 في عمان، الأردن ومدته 95 دقيقة.  استغرق التصوير 30 يوما واُختتم بميزانية قدرها 170 ألف دولار.  الطاقم يشمل: 
- المنتج المنفذ: نادين طوقان

- المنتج: نادية عليوات
- منتجة الخط: روان بابية
- مدير التصوير: سامر النمري
- مصمم الإنتاج: أمجد الرشيد
- المخرجة الفنية: رند عبد النور
- تلحين وترتيب الموسيقى: د. نجاتي الصلح
- بطولة: المايسترو عزيز مرقة
- مشرف الصوت: فلاح حنون
- مصمم الصوت: شيرين كمال
- المحرر: فادي حداد
- إخراج: نبيل كوني
- مدير الموقع: وليد لحام

## التسويق
كان فيلم لما ضحكت موناليزا فيلمًا موزعًا بشكل ذاتي، وبالتالي فإن معظم تسويقه تم على مواقع التواصل الاجتماعي مثل فيسبوك وتويتر.

## المهرجانات السينامائية والإصدارات التجارية
كان أول عرض مسرحي للفيلم في الأردن في سبتمبر 2012. وبعد 8 أشهر من ذلك، كان الفيلم الذي تم إنتاجه هو الإصدار الثاني للفيلم في المغرب في يونيو 2013. خلال هذا الوقت، تم عرض الفيلم في العديد من المهرجانات في جميع أنحاء العالم.  تشمل هذه المهرجانات السينمائية:
- العرض الأول الدولي في مهرجان دبي السينمائي الدولي (DIFF) - ديسمبر 2012
- العرض الأول لأوروبا في مهرجان أفلام المرأة العربية - دن هاج، هولندا - مارس 2013
- العرض الأول لفرنسا في مهرجان "IMAG'IMA" للفيلم العربي - باريس، فرنسا - تموز 2013
- مهرجان مالمو للفيلم العربي- السويد - سبتمبر 2013
- مهرجان فيلم شاشات الإنسان، تونس - سبتمبر 2013
- مهرجان وهران للفيلم العربي - الجزائر - سبتمبر 201
- مهرجان دي سي الفلسطيني للسينما والفنون - واشنطن العاصمة - أكتوبر 2013
- مهرجان الفيلم العربي فاميك - فرنسا - أكتوبر 2013
- مهرجان الفيلم العربي - لوس أنجلوس وبيركلي وسان دييغو - أكتوبر - نوفمبر 2013
- مهرجان الفيلم الفرنسي العربي - فرنسا - تشرين الثاني 2013
- مهرجان مسقط السينمائي الدولي - مارس 2014